# Takanashi Yasuharu
Takanashi Yasuharu (高梨 康治 (Cao Lê Khang Trị) Takanashi Yasuharu, sinh ngày 13 tháng 4 năm 1963) là nhạc soạn nhạc người Nhật với các tác phẩm cho anime và trò chơi video. Một số tác phẩm của ông như Hell Girl, Ikki Tousen, Naruto Shippuden, Fairy Tail, và Sailor Moon Crystal. Ông còn soạn nhạc cho 4 loạt phim trong loạt phim Pretty Cure: Fresh Pretty Cure!, Heartcatch Pretty Cure!, Suite Pretty Cure, và Smile Pretty Cure!, cùng các phim điện ảnh liên quan, vài trong số chúng soạn nhạc chung với Naoki Sato. Tác phẩm cho game gồm Genji: Dawn of the Samurai, Genji: Days of the Blade và J-Stars Victory VS. Ông cũng soạn nhạc nền cho Pride Fighting Championships và Ultraman Max.

## Tác phẩm chính

### Anime
| Năm                 | Tựa | Vai trò                                                          | Ghi chú                                              | Nguồn  |
| ------------------- | --- | ---------------------------------------------------------------- | ---------------------------------------------------- | ------ |
| 30 tháng 1 năm 2002 | Naruto -ナルト- | Âm nhạc (trong dự án của Musashi)                                |                                                      |        |
| 2003                | Beyblade G-Revolution | Âm nhạc                                                          |                                                      |        |
| 2004                | Sore ike! Zukkokesan'ningumi (ja:それいけ! ズッコケ三人組, Take it! Zukkoke threesome)                                                                | Âm nhạc                                                          |                                                      |        |
| 2004                | Gantz | Âm nhạc                                                          |                                                      | [ 3 ]  |
| 2005–06             | Idaten Jump | Âm nhạc                                                          | 2 OSTs                                               |        |
| 2005–09             | Hell Girl series | Âm nhạc, với Hiromi Mizutani Mùa 3 với Miztani và Kenji Fujisawa | 3 series, 2 OSTs each                                |        |
| 2006                | Ayakashi: Samurai Horror Tales | Âm nhạc                                                          |                                                      |        |
| 2006–07             | The Wallflower | Âm nhạc                                                          |                                                      |        |
| 2007                | Naruto Shippuden | Âm nhạc                                                          | 2 OSTs                                               |        |
| 2007                | Ikki Tousen: Dragon Destiny | Âm nhạc                                                          |                                                      | [ 3 ]  |
| 2007                | My Bride Is a Mermaid | Âm nhạc                                                          |                                                      |        |
| 2007                | Toward the Terra | Âm nhạc                                                          | 2 OSTs                                               |        |
| 2007                | Mononoke | Âm nhạc                                                          |                                                      |        |
| 2007                | Naruto Shippuden the Movie | Âm nhạc                                                          |                                                      |        |
| 2008                | Our Home's Fox Deity | Âm nhạc                                                          |                                                      |        |
| 2008                | Itazura na Kiss | Âm nhạc                                                          |                                                      |        |
| 2008                | Ikki Tousen: Great Guardians | Âm nhạc                                                          |                                                      | [ 3 ]  |
| 2008                | Naruto Shippuden the Movie: Bonds | Âm nhạc                                                          |                                                      |        |
| 2008                | Hyakko | Âm nhạc, với Tsunku, Hiromi Mizutani, và Kenji Fujisawa          |                                                      |        |
| 2008                | My Bride Is a Mermaid | Âm nhạc                                                          | OVA                                                  |        |
| 2009                | Fresh Pretty Cure! | Âm nhạc                                                          | 2 OSTs: Sound Sunshine, Sound Hurricane              |        |
| 2009                | Pretty Cure All Stars DX: Everyone's Friends☆the Collection of Miracles!                                                                              | Âm nhạc, vớiNaoki Satō                                           | Feature film                                         |        |
| 2009                | Kon'nichiwa Anne: Before Green Gables | Âm nhạc, với Hiromi Mizutani và Kenji Fujisawa                   |                                                      |        |
| 2009                | Naruto Shippuden the Movie: The Will of Fire | Âm nhạc                                                          |                                                      |        |
| 2009                | Fairy Tail | Âm nhạc                                                          | 4 OSTs and Sound Collection                          |        |
| 2010                | HeartCatch PreCure! | Âm nhạc                                                          | 2 OSTs: Sound Forte Wave, Sound Burst                |        |
| 2010                | Pretty Cure All Stars DX2: Light of Hope☆Protect the Rainbow Jewel!                                                                                   | Âm nhạc, với Naoki Sato                                          |                                                      |        |
| 2010                | Ikki Tousen: Xtreme Xecutor | Âm nhạc                                                          |                                                      | [ 3 ]  |
| 2010                | Shiki | Âm nhạc                                                          |                                                      |        |
| 2010                | Naruto Shippuden the Movie: The Lost Tower | Âm nhạc                                                          | Also The Three Wishes short                          |        |
| 2010                | HeartCatch PreCure! the Movie: Fashion Show in the Flower Capital... Really?! ja:映画 ハートキャッチプリキュア! 花の都でファッションショー...ですか!? | Âm nhạc                                                          | film                                                 |        |
| 2011                | Beelzebub | Âm nhạc, với Kenji Fujisawa                                      |                                                      |        |
| 2011                | Suite PreCure | Âm nhạc                                                          | 2 OSTs: Sound Fantasia, Sound Symphonia              |        |
| 2011                | Naruto Shippuden the Movie: Blood Prison | Âm nhạc, với Yaiba                                               |                                                      | [ 4 ]  |
| 2011                | Carnival Phantasm | Âm nhạc                                                          |                                                      |        |
| 2011                | Suite Precure The Movie: Take it back! The Miraculous Melody that Connects Hearts!                                                                    | Âm nhạc                                                          |                                                      |        |
| 2012                | Smile! PreCure | Âm nhạc                                                          | 2 OSTs: Sound Parade, Sound Rainbow                  |        |
| 2012                | Ikki Tousen: Shūgaku Tōshi Keppu-roku | Âm nhạc                                                          | OVA                                                  |        |
| 2012                | Precure All Stars New Stage Movie: Friends of the Future                                                                                              | Âm nhạc                                                          | film                                                 |        |
| 2012                | The Ambition of Oda Nobuna | Âm nhạc                                                          |                                                      |        |
| 2012                | Road to Ninja: Naruto the Movie | Âm nhạc                                                          | film                                                 |        |
| 2012                | Fairy Tail the Movie: Phoenix Priestess | Âm nhạc                                                          | film                                                 |        |
| 2012                | Smile PreCure! the Movie: Big Mismatch in a Picture Book!                                                                                             | Âm nhạc                                                          |                                                      |        |
| 2013                | Pretty Cure All Stars New Stage 2: Friends of the Heart                                                                                               | Âm nhạc, với Hiroshi Takaki                                      | film                                                 |        |
| 2013                | The Severing Crime Edge | Âm nhạc                                                          |                                                      |        |
| 2013                | Fantasista Doll | Âm nhạc                                                          |                                                      | [ 5 ]  |
| 2013–15             | Log Horizon series | Âm nhạc                                                          | 2 seasons                                            |        |
| 2014                | Pretty Cure All Stars New Stage 3: Eternal Friends | Âm nhạc, với Hiroshi Takaki                                      | film                                                 |        |
| 2014                | Francesca | Âm nhạc                                                          |                                                      |        |
| 2014                | Gonna be the Twin-Tail!! | Âm nhạc                                                          |                                                      |        |
| 2014                | The Last: Naruto the Movie | Âm nhạc                                                          | film                                                 |        |
| 2014                | Ikki Tousen: Extravaganza Epoch | Âm nhạc                                                          | TV special                                           | [ 6 ]  |
| 2015                | The Testament of Sister New Devil | Âm nhạc                                                          | OSTs: Zecchou Ongakushuu, Etsuraku Ongakushuu, Burst | [ 7 ]  |
| 2015                | Pretty Cure All Stars: Spring Carnival♪ | Âm nhạc                                                          |                                                      | [ 8 ]  |
| 2015                | Show by Rock!! | Âm nhạc, với Rega Sound                                          |                                                      | [ 9 ]  |
| 2015–present        | Sailor Moon Crystal | Âm nhạc                                                          |                                                      | [ 10 ] |
| 2015                | Boruto: Naruto the Movie | Âm nhạc                                                          |                                                      | [ 11 ] |
| 2016                | The Morose Mononokean | Âm nhạc                                                          |                                                      | [ 12 ] |
| 2016                | Fairy Tail Zero | Âm nhạc                                                          |                                                      |        |
| 2009                | Fresh Pretty Cure! The Kingdom of Toys has Lots of Secrets!?                                                                                          | Âm nhạc                                                          | OST                                                  |        |

### Anime TV Series & OVA
- New Fist of the North Star OVA (2003) (Yasuharu Takanashi, 刃-yaiba-)
- Halo Legends OVA (2010) (Various Artists)
- Fate/Prototype OVA (2011)
- Neppu Kairiku Bushi Road (2013)
- Z/X (2014)
- Dragonball Kai: The Final Chapters (2015)

### Tokusatsu
- Genseishin Justirisers (2004-2005)
- Genseishin Justirisers
  - Genseishin Justirisers Original Soundtrack Yuu no Maki (2005)
  - Genseishin Justirisers Original Soundtrack Chi no Maki (2005)
  - Genseishin Justirisers Original Soundtrack Jin no Maki (2005)

### Video game
- Maximum Chase (2002)
- Genji: Dawn of the Samurai (2005)
- Genji: Days of the Blade (2006)
- J-Stars Victory VS (2014)